# Koala
Koala (znanstveno ime Phascolarctos cinereus) je rastlinojedi drevesni vrečar, ki izvira iz Avstralije in je edini danes živeči predstavnik družine Phascolarctidae.
Koale bivajo v vzhodni in jugovzhodni Avstraliji v evkaliptovih gozdovih. So samotarske živali, ki so pretežno aktivne zvečer in ponoči. V primeru vremenskih skrajnosti se ne zatekajo v skrivališča, pač pa jih pred tem ščiti kožuh z dobrimi izolacijskimi lastnostmi, hladijo se predvsem s počivanjem na deblih, ki so hladnejša od okolice.
So specializirane živali, ki se prehranjujejo z evkaliptovimi listi. Ta hrana ima razmeroma malo energijsko bogatih snovi, je težko prebavljiva in vsebuje strupene presnovke, zaradi česar so se pri koalah razvile številne prilagoditve telesa, presnove in prebave ter vedenjskih vzorcev. Telo in okončine so prilagojene življenju na drevju, zaradi varčevanja z energijo večino dneva prespijo ter se izogibajo energijsko potratnemu vedenju; boji med samci so pogostejši le med paritveno sezono.
Samci se parijo z vsemi godnimi samicami poleti. Samica letno skoti enega mladiča po dobrem mesecu brejosti, ki se razvija v trebušni vreči okoli 5 mesecev, osamosvoji se približno po enem letu starosti, spolno pa dozori ob starosti dveh let.
Koale je v preteklosti množičen lov zaradi krzna privedel na rob izumrtja, od leta 1927 pa je lov nanje prepovedan. Svetovna zveza za varstvo narave (IUCN) trenutno uvršča koale med ranljive vrste zaradi izgube življenjskega prostora ob nagli urbanizaciji ter razvoju kmetijstva in gozdnih požarih, pomemben delež pogina predstavljajo tudi prometne nesreče in okužbe s klamidijami. Ocene populacij se dokaj razlikujejo med seboj, zadnje poročilo omenja nekaj več kot 300.000 osebkov. Na celini populacija sicer upada, vendar koale povzročajo veliko škode na otokih, kamor so bile vnešene umetno. Tam se zaradi odsotnosti plenilcev hitro razmnožujejo in zaradi prevelike številčnosti ogrožajo lokalno rastlinje. Njihovo število poskušajo oblasti na teh otokih zmanjšati s preseljevanjem in sterilizacijo, a brez večjih uspehov.
Zaradi ljubkega videza, spominjajo namreč na plišastega medvedka, so koale priljubljene med turisti, posredno pa znatno prispevajo k prihodkom od turizma.

## Evolucija in sistematika
Družina koal, Phascolarctidae, se je verjetno razvila iz vombatov, njihovih najbližjih sorodnikov med vrečarji, pred približno 24 milijoni let. Glede na fosilne ostanke naj bi se razvilo vsaj šest vrst koal.
V času oligocena in miocena so koale bivale v deževnih gozdovih in so imele manj specializirano prehrano. Nekatere vrste, kot so Nimiokoala greystanesi in vrste iz rodu Perikoala, so bile podobne velikosti kot današnje koale, medtem ko so bile vrste iz rodu Litokoala za polovico do tretjino manjše. Izumrle vrste koal so imele dobro razvite slušne organe, kar nakazuje na sporazumevanje z oglašanjem na daljše razdalje in ustaljen način bivanja. Med miocenom je pričela avstralska celina postajati sušna, kar je povzročilo izginotje deževnih gozdov ter njihovo nadomestitev z evkaliptom. V poznem obdobju se je rod Phascolarctos odcepil od rodu Litokoala in razvil številne prilagoditve zaradi prehranjevanja z evkaliptusom. Do danes je preživela samo ena vrsta, Phascolarctos cinereus, preostanek vrst pa je izumrl pred okoli 40.000 leti, skupaj z ostalo skupino večjih vrečarjev, kar sovpada z naselitvijo lovsko-nabiralnih združb avstralskih domorodcev.
V času pliocena in pleistocena so se skladno s spremembami rastlinstva in podnebja telesa koal povečala, v poznem pleistocenu pa se je telo številnih sesalcev zmanjšalo. Tako ena od teorij predvideva, da se je današnja vrsta koale razvila z zmanjšanjem telesa t. i. velikanske koale (P. stritoni), vendar nekatere druge študije temu oporekajo in poudarjajo, da moramo vrsti obravnavati popolnoma ločeno.
Rodovno ime Phascolarctos izhaja iz grških besed za »usnjata vreča« ter »medved«, vrstni pridevek cinereus pa pomeni »pepelnato obarvan«. Trenutno delimo koale na tri podvrste, in sicer Phascolarctos c. victor (Viktorija), Phascolarctos c. cinereus (Novi Južni Wales) ter Phascolarctos c. adustus (Queensland). Raziskave so potrdile genetske razlike med severno in južno živečimi koalami.

## Telesne značilnosti
Koale imajo kratek in čokat trup z zakrnelim repom. Teža južno živečih koal je skorajda dvakrat večja od teže severno živečih koal, kar je verjetno posledica prilagoditve na hladnejše podnebje na jugu. Tako je povprečna teža na severu živečih koal okoli 6,5 kg pri samcih in 5,1 kg pri samicah, medtem ko je povprečna teža na jugu živečih koal okoli 11,8 kg pri samcih in 7,9 kg pri samicah. Povprečna dolžina telesa na severu živečih koal znaša okoli 70,5 cm pri samcih in do 68,7 cm pri samicah, medtem ko je povprečna dolžina na jugu živečih koal 78 cm pri samcih in do 72 cm pri samicah. Glede na opisane mere veljajo koale za največje drevesne vrečarje. Koale imajo gost kožuh sive do rjavkasto rumene barve, ki je na trebuhu, prsih, bradi in notranji strani okončin bele barve. Po kožuhu na predelu križa so prisotne bele pege. Uhlji so obrasli z dolgimi belimi dlakami. Koale imajo kožuh, ki v primerjavi z drugimi vrečarji daje najučinkovitejšo zaščito pred vetrom in dežjem, medtem ko lahko beli kožuh na sprednji strani odbija sončno svetlobo. Na severu živeče koale imajo krajšo in redkejšo dlako. Razlika med spoloma, t. i. spolni dimorfizem, se kaže z zgoraj opisano razliko v teži in velikosti med samci in samicami, poleg tega pa imajo samci širšo glavo, veliko vonjavno žlezo na prsih ter bolj zakrivljen nos.
Telo koale je zaradi življenja na drevesih prilagojeno plezanju. Na vseh prstih, z izjemo palcev na zadnjih šapah, imajo zakrivljene in ostre kremplje. Palec in kazalec na sprednjih šapah sta obrnjena nasproti ostalim trem, kar služi za boljši oprijem. Blazinice na prstih so hrapave, kar še dodatno izboljša oprijem. Okostje je močno, zgornji del telesa pa je mišičast z dolgimi sprednjimi nogami. Stegenske mišice se naraščajo na golenico nižje kot pri drugih živalih. Končni del hrbtenice je zgrajen iz hrustanca, kar verjetno olajša sedenje na vejah.
V primerjavi z ostalimi vrečarji imajo koale bistveno manjše možgane, s čimer so mišljeni tako veliki kot tudi mali možgani, poleg tega pa je nagubanost velikih možganov bistveno manjša in posledično tudi njihova površina. Glede na to, da možgani spadajo med organe z največjo porabo energije, je zmanjšanje možganov in posledičen prihranek pri porabi energije verjetno prilagoditev na energetsko revno prehrano z evkaliptom. Možgani zavzemajo okoli 60 % znotrajlobanjskega prostora, ostali prostor je izpolnjen z možgansko-hrbtenjačno tekočino; po eni teoriji naj bi večja količina tekočine služila kot blažilec tresljajev v primeru padca z drevesa. Nos je dokaj velik in prekrit s kožo črne barve. Voh je dobro razvit in je pomemben zaradi ocene kvalitete evkaliptuvega listja. Imajo majhne oči ter slabše razvit vid, za razliko od drugih vrečarjev pa imajo zenico oblikovano v ozko režo. Razmeroma velika okrogla ušesa omogočajo dobro zaznavo zvoka, srednje uho je dobro razvito. Glasilki se nahajata na mehkem nebu in ne v grlu, kot je tipično za sesalce.
Ustna votlina se je skozi evolucijo prilagodila specializirani rastlinski hrani: med drugim se je nebo premaknilo proti sprednjemu delu lobanje, razmik med meljaki in sekalci se je povečal, meljaki in predmeljaki so postali večji. V vsaki čeljusti se nahajajo po en predmeljak in štirje meljaki z visoko krono, kar olajša žvečenje listja.
Anatomija razmnoževalnega sistema vrečarjev se bistveno razlikuje od sesalcev. Samci koal imajo penis na končnem delu razcepljen na dva dela. Samice imajo skupno odprtino za prebavila in rodila, ki se imenuje kloaka. Razmnoževalni trakt je podvojen: tako imajo samice dvoje maternic, vsaka pa ima svojo nožnico oz. vagino ter po en pripadajoči jajcevod z jajčnikom. Omenjeni nožnici sta t. i. stranski nožnici, po katerih potuje semenska tekočina. Po oploditvi se razvije še tretja, sredinska nožnica, ki služi kot porodni kanal; po kotitvi ta kanal izgine. Pri samicah se trebušna vreča odpira ob straneh, v njej pa se nahajata dva seska.

## Ekologija

### Življenjski prostor in način življenja
Življenjski prostor koal se razteza na približno milijon kvadratnih kilometrih v vzhodni in jugovzhodni Avstraliji, kar zajema severni, osrednji in južni Queensland, vzhodni Novi Južni Wales, Viktorijo in jugovzhodno Južno Avstralijo. Koale so bile priseljene na vsaj 12 otokih, med njimi npr. Kangaroo island, French island in Magnetic island; slednji predstavlja tudi najbolj severni del območja razširjenosti v Avstraliji. Raziskave fosilov so pokazale, da se je območje razširjenosti v poznem pleistocenu raztezalo vse od jugozahodnega dela Zahodne Avstralije. V tem delu so izumrle, verjetno zaradi lova avstralskih domorodcev.
Življenjski prostor na vzhodu Avstralije se dejansko razteza od severa s tropskim podnebjem do juga z zmerno toplim podnebjem, vendar to ne pomeni, da je vzorec poselitve neprekinjen, temveč je gručast, saj koale naseljujejo evkaliptove gozdove do nadmorske višine približno 600 m. To na primer pomeni, da koale v Viktoriji niso prisotne v severnozahodnem delu države zaradi neugodnega polpuščavskega podnebja, prav tako pa ne v gozdnatem severnovzhodnem delu, kjer prevladuje Alpam podobna pokrajina z večmesečno snežno odejo pozimi. V polpuščavskem okolju se zadržujejo v obrežnih pasovih, kjer jim bližnje vodovje daje zavetje med sušo in vročino. Koale se ne zatekajo v skrivališča, pač pa jih pred vremenskimi skrajnostmi ščiti kožuh z dobrimi izolacijskimi lastnostmi. Pri nizkih temperaturah dodatno znižajo pretok krvi skozi okončine, pri zelo nizkih temperaturah pa se lahko pojavi tresavica skeletnega mišičja, kot je značilno za toplokrvne živali. Pri visokih temperaturah pričnejo hitreje dihati, saj se delno hladijo preko izhlapevanja vode iz dihalnih poti, količina urina se zmanjša. K hlajenju pomembno prispeva tudi počivanje na deblih, ki imajo znatno nižjo temperaturo od okolice.
Koale so prilagojene življenju na drevju: kot že omenjeno, sta prvi in drugi prst oprijemalna, tako da se lahko med plezanjem oprijemajo tudi manjših vej. Plezajo tako, da se s sprednjimi šapami oprimejo veje oz. debla, nato pa se z zadnjimi odrinejo in jih v skoku pritegnejo čim bližje prednjim. Na tleh so precej manj okretne, premikajo se bodisi počasi s hojo po vseh štirih, bodisi poskakujejo podobno kot pri plezanju. Koale lahko skočijo do razdalje 2 m z drevesa na drevo, v nuji pa so sposobne tudi plavanja.

### Družbeni odnosi
Vedenjski vzorci koal so razmeroma preprosti, kar je posledica poenostavljenega razvoja možganov. So samotarske živali, saj imajo med sabo le malo stikov (razen v času parjenja) in ne tvorijo skupin. Med samci obstaja hierarhija: domovanje dominantnega samca, ki je stalno, meri približno 1,5 do 3 hektarje, svoj teritorij pa označujejo z izločki iz prsne žleze ter z glasnim oglašanjem. Domovanje se lahko pokriva z domovanji več samic ter nedoraslih in spolno nedejavnih samcev. Domovanje samic meri okvirno od polovice do enega hektarja. Eden od tipičnih primerov preprostega vedenja je tudi hranjenje z evkaliptom, saj poteka vedno po istem vzorcu: s sprednjimi šapami žival najprej zgrabi manjšo vejo, zatem povoha liste in oceni njihovo užitnost. Če koali ponudimo že nabrane liste na krožniku, se ta v nepredvideni okoliščini ne bo znašla oz. ne bo našla načina, kako bi jih lahko zaužila.
V splošnem se koale izogibajo energetsko potratnemu napadalnemu vedenju, vendar je to prisotno predvsem v paritveni sezoni med samci, bodisi zaradi bojev za samice, bodisi takrat, ko samec zatava v območje drugega dominantnega samca. Boji med koalami najpogosteje vključujejo glasno kričanje, ki se lahko stopnjuje s prerivanjem, poskusom metanja nasprotnika z drevesa ter ugrizi. Tudi samice so lahko napadalne v času brejosti in proti koncu dojenja. Dominantni samec sicer označuje svoj teritorij z izločkom vonjavne žleze na prsih, včasih tudi z urinom, kar druge samce mnogokrat odvrne od nadaljnjega raziskovanja njegovega območja. Izloček žleze je zapletena mešanica okoli 40 različnih snovi, relativni deleži in sestava izločka pa se spreminjajo glede na starost živali in paritveno sezono.

### Specializirana prehrana
Koale so specializirane živali, ki se prehranjujejo skorajda izključno z evkaliptovim listjem, le občasno v majhnem deležu tudi z listjem drugih rastlin, kot so akacije ter nekatere kazuarinovke in mirtovke. Rastlinojedi morajo na splošno zelo nadzorovati porabo energije, saj so listi razmeroma revni s pomembnimi hranil, kot so dušikove in fosforjeve spojine, po drugi strani pa vsebujejo veliko strukturnih spojin oz. vlaknin, kot sta celuloza in lignin. Rastlinojedi sesalci nimajo specifičnih encimov, ki so potrebni za razgradnjo slednjih, zato morajo pojesti velike količine listov, poleg tega pa je treba upoštevati, da velike količine vlaknin upočasnijo prebavo ter zmanjšajo privzem (absorpcijo) energijsko bogatih hranil. Dodaten problem predstavlja razmeroma majhna konstitucija teles koal, saj imajo manjše živali večje razmerje med telesno površino in maso, zaradi česar so toplotne izgube in s tem izgube energije večje. Poleg vsega naštetega se morajo soočiti strupenimi snovmi, t. j. sekundarnimi presnovki oz. metaboliti, ki služijo za obrambo pred rastlinojedi.
Zaradi zgoraj naštetih omejitev morajo koale izbirati najkakovostnejše vrste evkalipta. Dejstvo je, da imajo koale dobro razvit voh, ki ga izrabljajo za ovohavanje listja, na osnovi česar se odločijo, ali bodo hrano zaužile. Koale raje izbirajo liste, ki imajo višje razmerje med dušikovimi spojinami in vlakninami ter dušikovimi spojinami in taninom, posredno pa to tudi pomeni, da je delež maščob in fenolnih spojin, ki so pomemben vir energije, večji. Na izbiro naj bi vplivali tudi diformilfloroglucinoli, ki so v osnovi fenolne spojine, vezane na terpene; večji kot je delež teh spojin v listju, manj verjetno je zaužitje tega listja. Tako se izbira vrste evkalipta lahko razlikuje glede na območje bivanja: na območju Viktorije koale raje izberejo vrste evkaliptov, kot sta E. viminalis in E. ovata, medtem ko sta omenjeni vrsti manj priljubljeni na območju Novega Južnega Walesa. Ponekod lahko opazimo, da bo drevo ene vrste evkaliptusa skorajda popolnoma obrano, medtem ko bo drevo druge vrste evkaliptusa, ki stoji samo nekaj metrov stran, nedotaknjeno. Raziskave dopuščajo možnost, da je to deloma odvisno tudi od dejavnikov okolja, kot so vlaga, nagib terena, rodovitnost prsti ipd., ki vplivajo na kakovost listja, vključno s kemično sestavo.  Kljub temu je celovita slika, ki bi pojasnila raznolikost izbiranja za koale kvalitetne vrste evkaliptov, še vedno nejasna. Dodaten zaplet v razumevanju izbire hrane predstavljajo razlike v izbiri vrste evkaliptusa med osebki na istem območju. Deloma bi to lahko pojasnili z izbiro hrane, ki jo je uživala mati, saj v določeni starosti mati hrani mladiča poleg materinega mleka z napol prebavljenim listjem. Na ta način mladič dobi informacije o kemičnih sledeh hrane, ki jo mati uživa, zato naj bi bila ta varna in kvalitetna za uživanje.
Zaradi nizke kalorične vrednosti hrane morajo koale varčevati z energijo, kar vpliva na njihovo obnašanje in daje videz »zaspanosti«, za katero se nemalokrat zmotno krivi strupene snovi v evkaliptu. Večji del dneva koale prespijo na drevesnih rogovilah, tudi do 18 ur. Premikajo se počasi in to takrat, kadar je to potrebno, na primer zaradi premika z drevesa na drevo ali pa ko se spustijo na tla, da zaužijejo nekaj peska in lubja za uravnavanje prebave. Čeprav lahko hranjenje poteka katerikoli del dneva ali noči, so koale praviloma nočne živali, najpogosteje pa se hranijo pozno popoldne, zvečer in v prvem delu noči. Za hranjenje porabijo okoli štiri ure, vendar z vmesnimi prekinitvami; posamezen interval hranjenja lahko traja med 5 in 80 minutami, v povprečju pa 20 minut. V tem času pojejo približno pol kilograma listja, vendar se količina lahko razlikuje glede na letni čas, prevladujoče vremenske razmere in tudi čas razmnoževanja; samice med dojenjem pojejo za četrtino več listja kot sicer. Med močnim deževjem se koale ne hranijo, pač pa se zvijejo v klobčič, s čimer zmanjšajo izpostavljeno površino telesa in s tem izgubo toplote. Po prenehanju dežja izkoristijo čas za hranjenje; to je tudi razlog, da nemalokrat opazimo večje število koal med hranjenjem v suhem in toplem vremenu, ki je sledilo obdobju hladnega in deževnega vremena.
Prebavni trakt je prilagojen veliki količini vlaknin ter izboljšanju privzema energetsko bogatih snovi. Koale imajo med vsemi sesalci najdaljše slepo črevo, in sicer do štiri telesne dolžine. V slepem črevesu in v začetnem (proksimalnem) delu debelega črevesa poteka mikrobna fermentacija, dolžina črevesja ter počasnejše potovanje hrane pa omogočata izboljšan stik z mikrobi, zaradi česar je prebava učinkovitejša. Pri tem je treba omeniti, da zaradi same zgradbe črevesja večji deli hrane, ki so težje prebavljivi, hitreje potujejo po črevesju, medtem ko se manjši in topni deli hranil dlje časa zadržujejo v omenjenih delih prebavil, tudi do 100 ur. K učinkovitosti prebave naj bi prispevala tudi srčno-želodčna žleza s prebavnimi izločki. Večji deli listja, ki se ne zadržijo v slepem črevesju, potujejo po debelem črevesju, kjer se absorbira voda, s čimer varčujejo z vodo, predvsem v polpuščavskem okolju; iztrebki so tako suhi. V nuji koale pijejo vodo iz potokov, v ujetništvu pa se poslužijo tudi sveže vode. Strupene presnovke koale razstrupijo s pomočjo glukuronske kisline, ki se izloča iz jeter.

## Razmnoževanje in življenjski krog
Tako samice kot samci spolno dozorijo pri starosti dveh let, samci se ponavadi prvič parijo pri štirih letih. Sezona parjenja poteka poleti, kar je na južni polobli od oktobra do februarja. V tem času so samci napadalni, aktivni so predvsem ponoči z značilnimi klici, sestavljenimi iz rezkih vzdihov ter renčečih izdihov. Samice in nedorasli samci se oglašajo z rezkim cviljenjem; ponavadi to pomeni, da jih preganja odrasel samec. Samci nemalokrat uberejo agresivnejši pristop in se želijo pariti s samico navkljub njenemu zavračanju. Pri tem lahko samec npr. zgrabi samičino nogo, jo potegne z drevesa ter jo prisili v odnos. Tudi med odnosom se tako samec in samica oglašata s predhodno opisanimi zvoki. Tako je samo na osnovi zvokov težko ugotoviti, ali je v teku parjenje, ali pa gre praktično za predparitveni boj med samcem in samico. Bolj izkušeni skrbniki koal tudi opažajo, da samci ne opazijo znakov gonitve pri samici in se želijo pariti z njimi ne glede na fazo spolnega cikla. Gonitveni cikel traja 30 dni.
Po mnenju nekaterih strokovnjakov bi to lahko odražalo preprost vedenjski vzorec zaradi poenostavitve osrednjega živčevja, drugi zagovarjajo teorijo, po kateri gre dejansko za predparitveni ritual. Samec se s svojim vedenjem »predstavi« vsem samicam na določenem območju, v bodoče pa je verjetneje, da bo se samica voljna pariti z znanim samcem kot pa s tujcem. Poleg tega glasni klici privabljajo ostale samce v bližini, zaradi česar se lahko ti spopadejo med seboj; zmagovalec dobi »pravico« do parjenja z vsemi samicami na območju, te pa lahko ocenijo najprimernejšega, dominantnega samca za bodoča parjenja. Samci se parijo z več samicami. Parjenje poteka na drevesu, sama združitev je kratka, t. j. do dve minuti. Med parjenjem samec zagrabi samico za tilnik z zobmi.
Samice vsakoletno skotijo po enega mladiča. Brejost traja 34–36 dni. Ob rojstvu tehta mladiček le pol grama in se takoj prisesa na enega od dveh seskov v vreči. Ko doseže starost petih mesecev, ga mati počasi prične odvajati od sesanja ter ga delno hrani z napol prebavljenim listjem, ki se nahajajo v iztrebkih; s tem mladiček pridobi mikrobe, potrebne za prebavo evkaliptovega listja. Pri približno sedmih mesecih mladič zapusti vrečo in do starosti 11 mesecev jaha na njenem hrbtu. Tudi po osamosvojitvi potomci še več mesecev živijo v bližini matere. Življenjska doba znaša okoli 13 let, v ujetništvu tudi do 18 let.

## Ohranitveno stanje
Točen trend gibanja populacije koal je težko oceniti, saj se življenjski prostor razteza široko preko različnih podnebnih pasov, ponekod je populacijska gostota dokaj majhna, dodatno pa oceno otežuje varovalna obarvanost kožuha in povečini mirujoči način življenja. Po eni oceni naj bi se leta 2010 število vseh koal gibalo med 347.000 in 518.000, drugo poročilo iz leta 2012 pa omenja približno 330.000 osebkov. Poudariti je treba, da so ponekod koale ogrožene zaradi krčenja primernega življenjskega okolja, medtem ko so na nekaterih predelih populacije stabilne ali pa se celo prekomerno razmnožujejo. Tako se gostote populacij lahko bistveno razlikujejo glede na čas in pokrajino: leta 2000 je bila na primer populacija koal v osrednjem delu Queenslanda ocenjena na 0,01 osebka na hektar, medtem ko je bila gostota na otoku Kangaroo Island pred ukrepi zmanjševanja populacije ocenjena na več kot 5 osebkov na hektar. Pri ocenjevanju je treba upoštevati tudi vpliv občasnih dolgih deževij ter obdobij vročine.
Koale naseljujejo vzhodni del Avstralije, kjer sta razvoj kmetijstva in urbanizacija najintenzivnejša. V zadnjih 200 letih je izginila približno tretjina evkaliptovih gozdov zaradi širjenja obdelovalnih površin, urbanizacije ter razvoja turizma na priobalnih območjih. Dodatno jih ogrožajo požari, letno pa pogine tudi več tisoč koal zaradi prometa. Koale se težje spopadajo s stresom, deloma na račun zelo majhnih nadledvičnih žlez, deloma pa zaradi majhnih zalog energije: med negativne vplive lahko štejemo množični turizem in napade domačih psov. V predelih z zelo nizko populacijsko gostoto je treba upoštevati še negativen vpliv zmanjšanja genetske raznolikosti zaradi pomanjkanja primernih partnerjev (glej Alleejev učinek).
Po drugi strani je populacijska gostota na nekaterih predelih, kot so otoki Kangaroo Island, French Island ter Phillip Island, tako velika, da morajo koale preseljevati nazaj na celino, porajajo se tudi predlogi o sterilizaciji. Vzrok razrasti populacije ni jasen, domnevajo pa, da je lahko eden od dejavnikov odsotnost okužb s klamidijami.
Nekatere ohranitvene ukrepe, kot so nakupi posesti za vzpostavitev zaščitenih rezervatov, izvajajo državne oblasti, ostali ukrepi pa so v rokah dobrodelnih organizacij ter drugih zasebnih ustanov. Prijazen in ljubek videz koal nevladnim organizacijam pomaga pri zbiranju prostovoljnih prispevkov.

### Bolezni in plenilci
Med bakterijskimi okužbami koale najbolj ogrožajo okužbe s klamidijami, ki lahko povzročijo keratokonjunktivitis (vnetje roženice in veznice) ter okužbe sečil, dihal in rodil, posledično pa to lahko vodi v slepoto, neplodnost in v hujših primerih do pogina živali. Tako kot pri ljudeh se koale okužijo najpogosteje preko spolnih odnosov, mladiči tudi preko uživanja materinega iztrebka v zgodnjem obdobju. Po nekaterih podatkih naj bi bile okužbe s klamidijami eden od vodilnih vzrokov pogina koal. Okužbe s klamidijami so sicer zdravljene z antibiotiki, vendar je treba vzeti v ozir možnost porušenja mikrobne flore v črevesju kot posledico stranskega učinka zdravil, ki je sicer nujno potrebna za prebavo evkaliptusovih listov. Trenutno potekajo raziskave na področju razvoja cepiva proti klamidijam, ki bi lahko omogočile tudi razvoj sorodnega cepiva za ljudi.
Vzrok nagnjenosti k tovrstnim okužbam ni popolnoma jasen, domnevajo pa, da bi lahko k temu prispevala okvara imunskega sistema zaradi sočasne okužbe z retrovirusom (KoRV), ki povzroča koalin imunski deficitni sindrom (KIDS), podobno kot povzroča HIV pri človeku AIDS. Okužba z retrovirusom in posledični padec imunosti verjetno prispeva tudi k obolevnosti za limfomi, levkemijami in drugimi malignimi tumorji. Podatki kažejo, da so populacije koal na severu Avstralije v veliki večini okužene z dotičnim retrovirusom, medtem ko je razširjenost okužbe na jugu manjša; v nekaterih izoliranih pokrajinah, kot je otok Kangaroo Island, je praktično odsotna. Raziskave okužb koal z retrovirusom so pomembne zaradi ohranitve vrste, poleg tega pa ponujajo edinstven vpogled v mehanizem delovanja retrovirusov, kar bi lahko prispevalo k napredku zdravljenja sorodnih okužb pri človeku.
Okužbe z zajedavci (paraziti) imajo v primerjavi s klamidijami bistveno manjši pomen. Najpogostejši zajedavci koal so klopi ter tripanosome (predvsem T. irwini). Med redkejše okužbe sodijo okužbe s praživalmi Toxoplasma gondii in Cryptosporidium, okužbe prebavil z vrsto trakulje Bertiella obesa ter okužbe dihal z vrstama glist Marsupostrongylus longilarvatus in Durikainema phascolarcti. Prav tako so redke tudi garje ter kožne razjede zaradi okužbe z mikobakterijo M. ulcerans.
Koale imajo le malo naravnih plenilcev, med njimi velja omeniti dinge ter večje pitone, plenilske ptice, kot sta repati orel ter avstralska silna sova, pa ogrožajo tudi mladiče.

## Zgodovina odnosa s človekom
Ime »koala« izhaja iz jezika avstralskih domorodcev in se je verjetno razvilo iz različic besed cullewine, koolewong, colo, colah, koolah. Eden od domnevnih prevodov bi se lahko glasil kot »brez vode«, kar se nanaša na sposobnost zadoščanja večine potreb po vodi z evkaliptovimi listi.
Avstralski domorodci so v preteklosti lovili koale zaradi hrane, saj so zaradi svojega okornega premikanja lahka tarča za lov z bumerangom. Po tradicionalnem verovanju je bilo sicer koale treba spoštovati, kar pomeni prepoved lomljenja kosti in ubijanja zaradi krzna, sicer se to lahko maščuje s hudo sušo. V nekaterih plemenih na območju Queenslanda in Viktorije so imeli koalo za mitološko žival, od katere so se učili življenjske modrosti. Pleme Tharawal v Novem Južnem Walesu je verovalo, da jim je koala pomagala pri potovanju s čolnom na celino. Nekatera plemena v Queenslandu so koalam pripisala zasluge za razrast bujnih gozdov iz puščav.
Prva javno objavljena ilustracija koale se je pojavila leta 1810 v delu Arcana britanskega biologa Georga Perryja. V delu je koale primerjal z lenivci in o njih zaničevalno zapisal: »... Oči so podobno kot pri lenivcu blizu ust in nosu, kar jim daje neroden in čuden videz ter pomanjkanje elegance ... V njihovem obnašanju ali videzu ni ničesar posebnega, kar bi utegnilo zanimati biologa ali filozofa. Sicer lahko predvidevamo, da imajo celo te lene in brezčutne živali vlogo v živalskem kraljestvu ...«. Slednji opis predstavlja takratno tipično mnenje Britancev o nenavadnem in primitivnem živalstvu v Avstraliji. John Gould je s svojo zbirko ilustracij The Mammals of Australia (Sesalci Avstralije) leta 1863 pripomogel k seznanitvi splošne javnosti o do takrat malo znanem živalstvu v Avstraliji, vključno s koalo.

»/.../Ubijanje naših nenevarnih in ljubkih medvedov ni nič manj kot barbarsko dejanje ... Doslej nihče ni obtožil koal uničevanja žitnih polj ali trat. Prav tako jim ni mogoče pripisati nobenega družbenega greha ... Koale ne izzivajo strelcev ... Kljub vsemu so na nekaterih področjih že skoraj iztrebljene/.../«

Vance Palmer, novelist in družbeni kritik, leta 1927
Evropski naseljenci se za razliko od domačinov niso zmenili za tradicionalne moralne prepovedi lova in so koale streljali sprva zaradi »zabave« oz. »športa«, pozneje pa so jih začeli loviti zaradi toplega in trpežnega kožuha. Pred prihodom Evropejcev je populacija koal štela več milijonov osebkov, v drugi polovici 19. stoletja ter v prvih desetletjih 20. stoletja pa so lov, izsekovanje evkaliptovih gozdov ter požari privedli koale na rob izumrtja. Samo leta 1924 je bilo prodanih okoli 2 milijona kožuhov v Evropo in Severno Ameriko. Do tega leta so bile koale iztrebljene v Južni Avstraliji ter skoraj iztrebljene v Viktoriji in Novem Južnem Walesu. Masovni poboji so sprožili množične proteste po vsej Avstraliji, verjetno pa je šlo hkrati za prvi dogodek, ki je združil Avstralce v boju proti okoljskemu problemu. Navkljub temu je revščina, ki je bila posledica suše v letih od 1926–1928, privedla do poboja nadaljnjih 600.000 koal v Queenslandu. Leta 1934 je bilo ocenjeno število preživelih koal po celotni celini samo še okoli 500–1.000.
V 20. in 30. letih 20. stoletja so se pričela vzpostavljati zaščitena območja za koale, do leta 1927 je bil lov na koale prepovedan v vseh zveznih državah. Intenzivne ukrepe za ohranitev koal so pričeli izvajati proti koncu druge svetovne vojne. Koale so bile preseljene na številna priobalna območja in otočja. Na nekaterih otočjih je njihovo število celo tako naraslo, da je pričelo primanjkovati hrane, zato so jih morali ponovno preseliti nazaj na celino. V začetku 20. stoletja je prišlo do preobrata v slovesu koal: do takrat so veljale za plazeče, lenobne živali z groznim oz. pretečim videzom, počasi pa so se pričele pojavljati kot prikupni liki v otroških pravljicah in zgodbah, kot je Dot and the Kangaroo avtorja Ethela Pedleya iz leta 1899, kjer so predstavljene kot »smešni medvedje«. Norman Lindsay je leta 1904 predstavil serijo risank The Bulletin, kjer je koala dobila bolj človeške značilnosti. Eden najbolj znanih risanih likov koale je Blinky Bill avtorice Dorothy Wall, ki se je prvič pojavil leta 1933.
Po drugi svetovni vojni, ko je pričel turizem v Avstraliji rasti in so bile koale preseljene tudi v živalske vrtove po svetu, je priljubljenost koal pričela skokovito rasti, med drugim zaradi otroških potez telesa in obnašanja ter videza plišastega medvedka. Ocenjujejo, da so koale prinesle vsaj milijardo avstralskih dolarjev v proračun turizma, od takrat pa dobiček še narašča. Največji delež dobička prispevajo evropski in japonski turisti. S koalo so se javno fotografirale mnoge znane osebnosti, med drugim nekdanji predsedniki ZDA in Južne Afrike Bill Clinton ter Nelson Mandela, sovjetski premier Mihail Gorbačev, ruski predsednik Vladimir Putin, kraljica Elizabeta II. Britanska, princ Harry Valižanski, japonska princesa Masako in japonski princ Naruhito ter papež Janez Pavel II.